# Padewakang
Pour les articles homonymes, voir Padua.

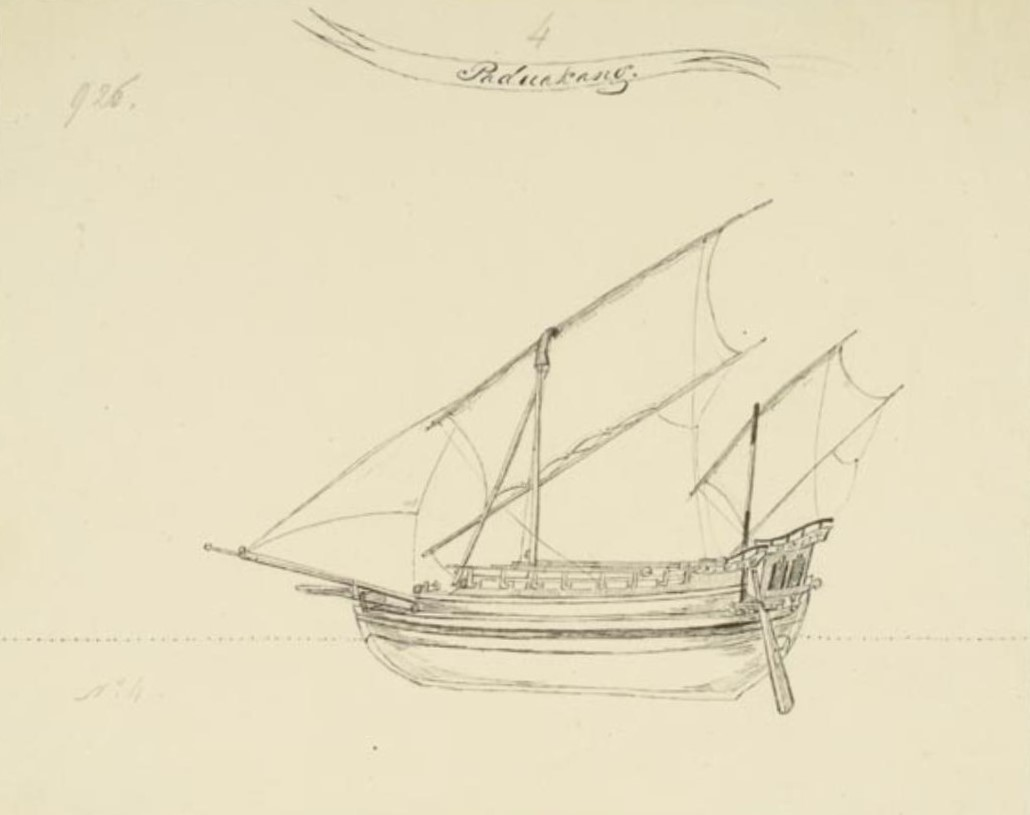
Dessin d'un padewakang (vers 1821-1828).

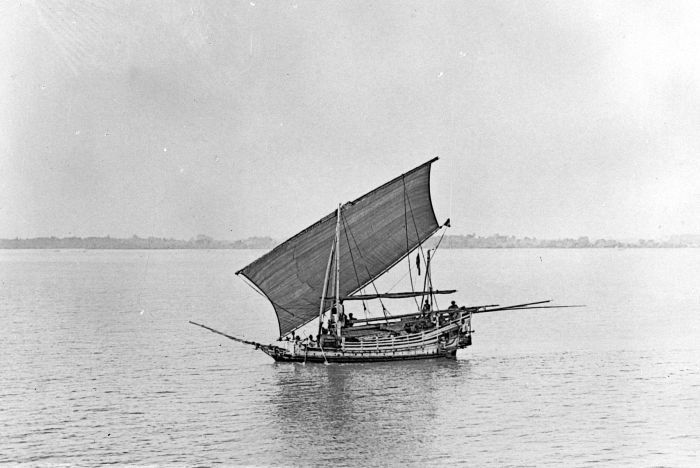
Un padewakang à Makassar.

Le padewakang (ou paduakan, simplifié en padua) est un type de voilier traditionnel du sud de l'île de Sulawesi en Indonésie, à un ou deux mâts gréés en voile tanja, utilisé pour la pêche et le commerce jusqu'au début du XXe siècle.
Les premières traces de ce type de navire remonte au VIIIe siècle, attestées par un bas-relief du temple de Borobudur. Du XVIe au XVIIe siècle, le padewakang est utilisé comme bâtiment de guerre dans les royaumes et principautés bugis, makassar et mandar du sud de Sulawesi. Le padewakang sillonnait les mers de l'archipel indonésien, de la péninsule Malaise, du sud des Philippines et de la Nouvelle-Guinée. Depuis au moins le XVIe siècle jusqu'au XXe siècle, des pêcheurs l'ont utilisé jusqu'aux côtes nord de l'Australie, à la recherche de l'holothurie. À partir du début du XXe siècle, le padewakang est progressivement remplacé par le pinisi.

## Étymologie
L'origine du nom padewakang reste soumis à discusion, bien que certains aient suggéré qu'il provienne de l'île de Dewakang, un important point de repère pour la navigation entre Sulawesi et Java. Les documents néerlandais de 1735 mentionnent des lettres de Sulawesi arrivant à Batavia «per Paduakkang».
Selon Adrian Horridge, les mots padewakang, paduwakang (Sulawesi) et paduwang (Madura) ont leurs racines dans le mot wa, wangka, waga, wangga et bangka des langues austronésiennes. Le terme est associé au perahu à balancier ou petit perahu.

## Historique

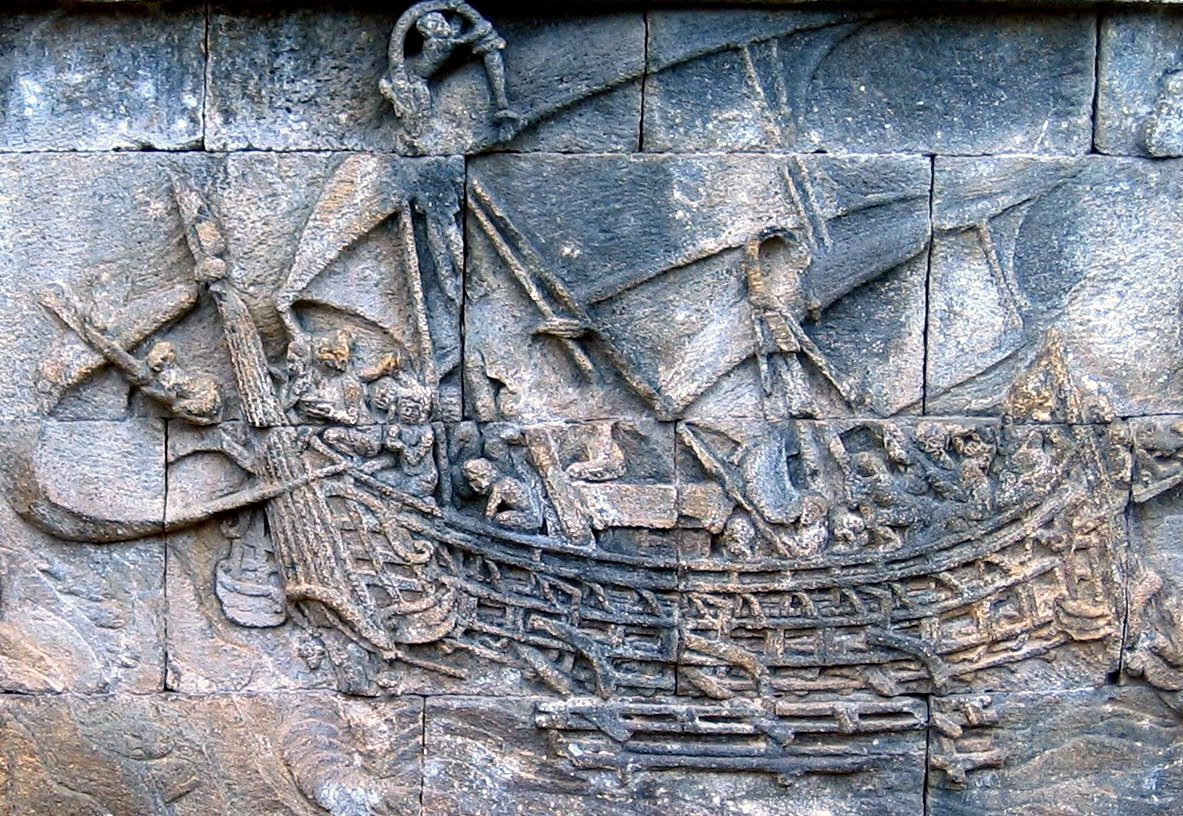
Bas-relief du temple de Borobudur montrant un voilier avec une voile tanja et des balanciers austronésiens typiques

### Plus ancienne trace connue
Le padewakang était le plus remarquable des bateaux équipé de la voile traditionnelle rectangulaire indonésienne appelée tanjak ou tanjaq. Une des plus anciennes représentations connues de ce type de voile se trouve dans les bas-reliefs figurant sur la face nord d'une des terrasses du temple de Borobudur dans le centre de Java construit au VIIIe siècle apr. J.-C.

### Historique des usages
Entre la fin du XVIe siècle et le début du XXe siècle, les padewakangs naviguent régulièrement vers les côtes du nord de l'Australie à la recherche de teripang (concombres de mer). Les padewakang était la plus grande embarcation des Sulawesi du Sud, si bien qu'ils étaient également utilisés, tant comme navire de commerce, que de navire de guerre, Ils étaient armés de canons d'origine ancienne, probablement du cetbang ou du lantaka. Sa répartition géographique s'étend l'ouest de la Nouvelle-Guinée, le sud des Philippines et la péninsule malaise (jusqu'au nord de l'Australie pour la pêche). Il existe même une publication néerlandaise de padewakang à pleine voile dans le golfe Persique. 

### Evolution en pinisi

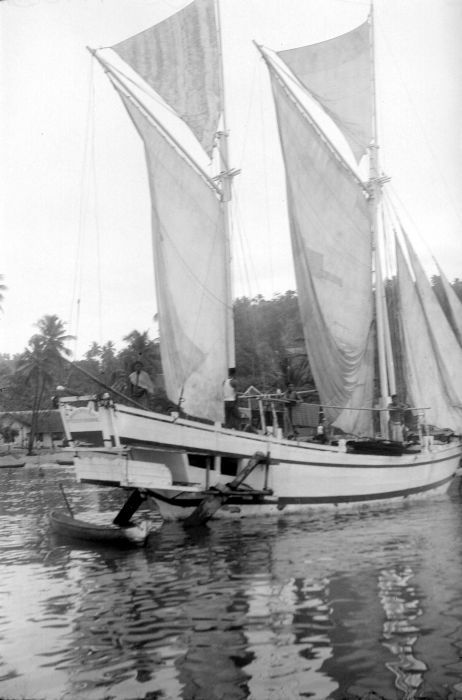
PInissi en 1938 constitue l'évolution des padewakang avec une coque plus pointue, une proue relevé et le gréement tanja remplacé par un gréement pinisi (voile aurique trapézoïdale à deux flèche).

Ils sont utilisés jusqu'à l'arrêt de leur construction au profit du palari ou pinissi au XXesiècle. Le palari est passé d'une coque de padewakang à une coque plus pointue, et une proue rehaussée. La voilure inclinée en arrière à également évolué en gréement pinisi indigène (voile aurique trapézoïdale à deux flèche).
Ces bateaux ont été motorisés durant la deuxième moitié du XXe siècle. Au début des années 1970, des milliers de navires pinisi-palari d'une capacité maximale de 200 tonnes de fret, constituent la plus grande flotte commerciale à voile du monde à l'époque, étaient devenus l'épine dorsale du commerce de l'océan Indien.

## Description
Le padewakang possède un ou deux mâts grée des voiles tanja. Comme d'autres navires traditionnels de l'archipel, il est piloté à l'aide de deux gouvernails. pèse généralement entre 20 et 50 tonnes, avait 
Warington Smyth a décrit au début du XXe siècle un grand padewakang à 2 mâts construit en bois de giam de 30 m de long (99 pieds), 4,6 m de largeur (15 pieds), 3,7 m de hauteur de coque (12 pieds) et 1,9 m (6 pieds) de franc-bord. La capacité était de 60 koyan (145 tonnes métriques), avec un mât principal de 18,3 m de haut. Le navire possédait 16 hommes équipage.

## Répliques
- Une réplique nommée Hati Marege (qui signifie cœur de Marege : "terre du peuple noir, c'est-à-dire Australie") est exposée au Northern Territory Museum of Arts & Gallery. C'est une réplique du padewakang utilisé à la recherche du concombre de mer australien avant l'interdiction australienne de 1906-1907 sur les trepangers de Makassan.
- Une réplique est exposée aux Royaumes de la mer à La Boverie, Liège, Belgique.
- Une réplique nommée Nur Al Marege (le nom vient de l'arabe Nur Al-signifie "lumière de" et Marege) mesurant 14,5 m de long, 4,2 m de large et 2 m de haut. Le bateau a été commandé par l'Institut Abu Hanifa de Sydney, pour être utilisé dans un film documentaire[7].

## Galerie d'images

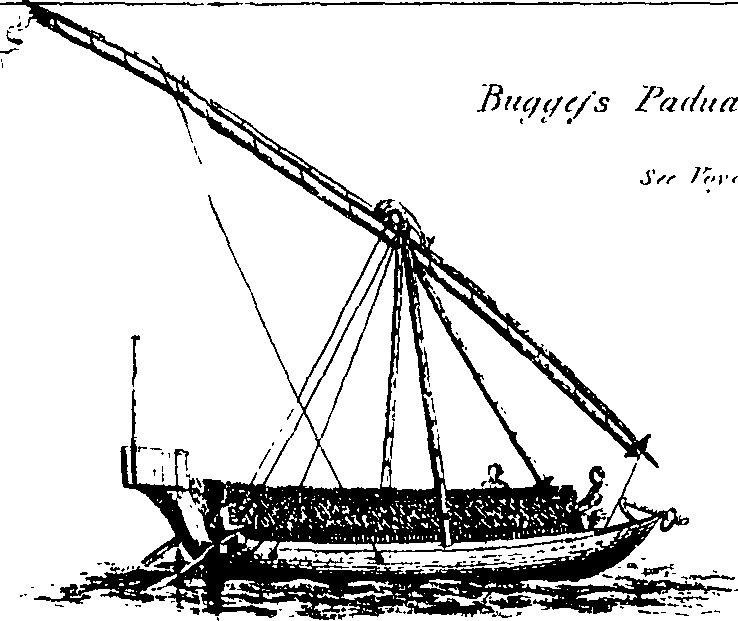
Gravure anglaise de 1792 d'un padua bugis.
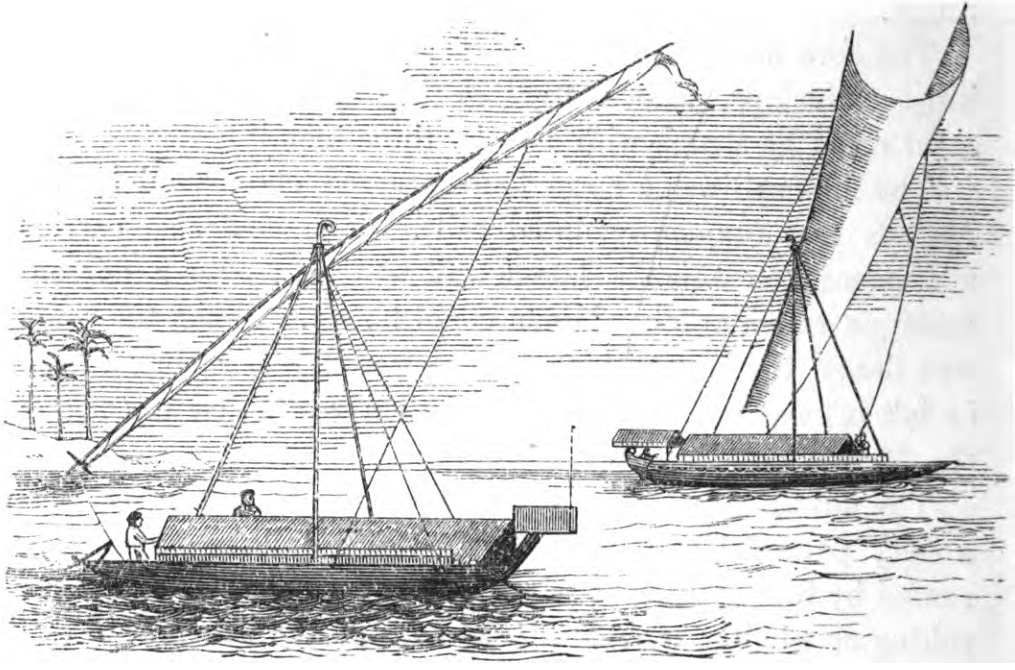
Paduakan (padewakang) des Célèbes, 1863.
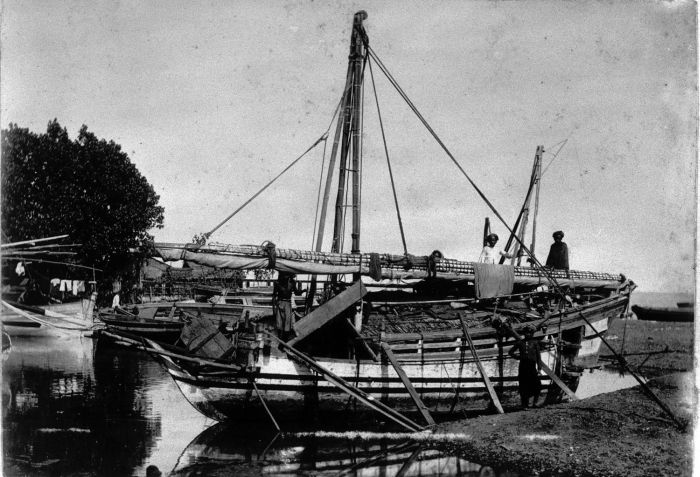
Un padewakang à deux mâts vers 1880-1890.

### Traduction
- (en) Cet article est partiellement ou en totalité issu de l’article de Wikipédia en anglais intitulé « Padewakang » (voir la liste des auteurs).